# Zvijeri južnih divljina (2012.)
Zvijeri južnih divljina (eng. Beasts of the Southern Wild) je američka fantastična drama iz 2012. godine koju je režirao Benh Zeitlin, a koja je snimljena prema kazališnoj predstavi u jednom činu Juicy and Delisious autorice Lucy Alibar. Zeitlin i Alibar adaptirali su scenarij za film. Nakon što je premijere imao na raznim međunarodnim filmskim festivalima, u službenu kino distribuciju pušten je 27. lipnja 2012. godine u New Yorku i Los Angelesu, a kasnije i u ostalim gradovima. Film je nominiran u četiri kategorije za prestižnu filmsku nagradu Oscar: najbolji film, redatelj, adaptirani scenarij i glavna glumica. U dobi od 9 godina života, Quvenzhané Wallis je najmlađa nominirana glumica u kategoriji ženske glavne uloge u povijesti dodjele nagrade Oscar.

## Vanjske poveznice
- Zvijeri južnih divljina u internetskoj bazi filmova IMDb-a
- Zvijeri južnih divljina na Box Office Mojo
- Zvijeri južnih divljina na Rotten Tomatoes